# クリトサウルス
クリトサウルス（Kritosaurus、"分離されたトカゲ"の意）はハドロサウルス科（カモノハシ恐竜）の属である。化石は部分的にしか知られていないが、歴史的には重要な属である。白亜紀後期、約7,300万年前現在の北アメリカに生息していた。属名は“分けられたトカゲ”という意味で、タイプ標本の部分的な頭骨の頬骨の配置にちなんだものである。しかし、しばしばローマ鼻であるという仮定に基づいた“高貴なトカゲ”という意味であると誤訳される  （最初の標本では鼻の部分は断片的かつばらばらの状態で発見され、平らな状態に復元されたため、このような意味になるはずがない）。化石資料が乏しいにもかかわらず、はるかに完全な状態で知られていたグリポサウルス（Gryposaurus）がこの属のシノニムだと考えられていたことにより、クリトサウルスは1990年代までは恐竜の本に頻繁に登場していた。

## 記載

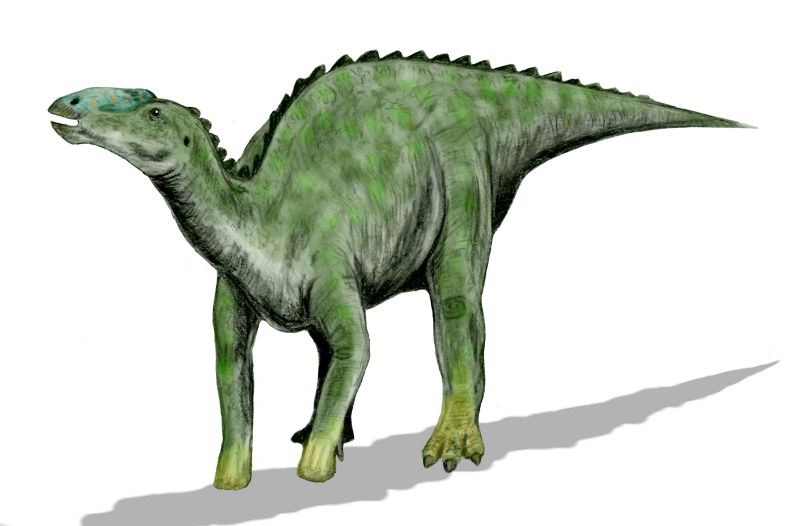
復元図

タイプ種であるKritosaurus navajoviusのタイプ標本は部分的な頭骨、下顎骨、いくつかの首から後の骨でのみで構成されている。吻部と上側のくちばし（前上顎骨）の大部分は失われていた。 頭骨の長さはくちばしの先端から方形頬骨の基部のまでの長さで87 cmと推定された。なお、方形頬骨は頭骨の後部で下顎と関節している骨である。クリトサウルスの潜在的な固有派生形質（属を識別する特徴）には前歯骨（下側のくちばし）に鋸歯状の突起がないこと、下顎のくちばし付近が鋭く下方へ曲がっていること、上顎骨が重厚で、やや長方形をしていることが挙げられる 。
最初アナサジサウルス（Anasazisaurus）とされた頭骨の標本に基づけば、とさかは完全な状態では鼻骨から骨のひだのように伸び、両目の間に、後方に折り返すような形で立ち上がっている。この独特のとさかによりグリポサウルスのような良く似たハドロサウルス類と識別できる。とさかの先端はざらざらしている。保存されている最大の頭骨の長さは90 cmほどである。

## 分類
クリトサウルスは平らな頭、もしくは中空でないとさかを持つハドロサウルス科のグループであるハドロサウルス亜科（hadrosaurinae）に分類されていた。 過去において多くの種、標本がクリトサウルスとされて来たが、これらのほとんどは同属とみなせる特長を共有しないか、もしくは他のハドロサウルス類の属のシノニムとされた。Kritosaurus navajovius に最も近縁な種はAnasazisaurus horneri（もしくはK. horneri）で他の近縁種グリポサウルス、セケルノサウルスSecernosaurusとともにクリトサウルス族（Kritosaurini）と呼ばれるクレードとしてより大きなクレードであるサウロロフス亜科（従来のハドロサウルス亜科に相当するものだが、ハドロサウルス属がランベオサウルス亜科と旧来のハドロサウルス科の分岐以前に分岐した属と判明したためサウロロフス属をタイプ属として定義しなおしたもの）内に分類されている クリトサウルスより時代的にやや古いカナダの属グリポサウルスとは頭部の詳細構造により区別される。

### 記相（属の識別）
Prieto-Márquez(2013)に拠ればクリトサウルスは以下の特徴で識別される。
- 前上顎骨の背側外側の縁が広い
- 頬骨は眼窩の狭窄部が下側頭窓の狭窄部より深いことで特徴付けられる。
- 下側頭窓が眼窩より広く、成体では背側の縁が眼窩の背側の縁よりも大きく上に上がる。
- 前頭骨が眼窩の縁の一部になっている。
- 前頭骨にかかる鼻骨の尾側（体の後ろに向かう側）傍矢状突起の対が存在する。

下記のクラドグラムはPrieto-Márquez&Wagner(2012)の分岐学的解析に基づき、クリトサウルス族でのクリトサウルスの位置を示したものである。
|  | Gryposaurus latidens                                                                              |
|  |                                                                                                   |
|  | \| \| グリポサウルスGryposaurus notabilis \| \| \| \| \| \| Gryposaurus monumentensis \| \| \| \| |
|  |                                                                                                   |
|  | グリポサウルスGryposaurus notabilis                                                               |
|  |                                                                                                   |
|  | Gryposaurus monumentensis                                                                         |
|  |                                                                                                   |

|  | グリポサウルスGryposaurus notabilis |
|  |                                     |
|  | Gryposaurus monumentensis           |
|  |                                     |

|  | Unnamed Big Bend species                                                                  |
|  |                                                                                           |
|  | \| \| セケルノサウルスSecernosaurus \| \| \| \| \| \| ウィリナカケWillinakaqe \| \| \| \| |
|  |                                                                                           |
|  | セケルノサウルスSecernosaurus                                                             |
|  |                                                                                           |
|  | ウィリナカケWillinakaqe                                                                   |
|  |                                                                                           |

|  | セケルノサウルスSecernosaurus |
|  |                               |
|  | ウィリナカケWillinakaqe       |
|  |                               |

|  | Gryposaurus latidens                                                                              |
|  |                                                                                                   |
|  | \| \| グリポサウルスGryposaurus notabilis \| \| \| \| \| \| Gryposaurus monumentensis \| \| \| \| |
|  |                                                                                                   |
|  | グリポサウルスGryposaurus notabilis                                                               |
|  |                                                                                                   |
|  | Gryposaurus monumentensis                                                                         |
|  |                                                                                                   |

|  | グリポサウルスGryposaurus notabilis |
|  |                                     |
|  | Gryposaurus monumentensis           |
|  |                                     |

|  | Unnamed Big Bend species                                                                  |
|  |                                                                                           |
|  | \| \| セケルノサウルスSecernosaurus \| \| \| \| \| \| ウィリナカケWillinakaqe \| \| \| \| |
|  |                                                                                           |
|  | セケルノサウルスSecernosaurus                                                             |
|  |                                                                                           |
|  | ウィリナカケWillinakaqe                                                                   |
|  |                                                                                           |

|  | セケルノサウルスSecernosaurus |
|  |                               |
|  | ウィリナカケWillinakaqe       |
|  |                               |

|  | Gryposaurus latidens                                                                              |
|  |                                                                                                   |
|  | \| \| グリポサウルスGryposaurus notabilis \| \| \| \| \| \| Gryposaurus monumentensis \| \| \| \| |
|  |                                                                                                   |
|  | グリポサウルスGryposaurus notabilis                                                               |
|  |                                                                                                   |
|  | Gryposaurus monumentensis                                                                         |
|  |                                                                                                   |

|  | グリポサウルスGryposaurus notabilis |
|  |                                     |
|  | Gryposaurus monumentensis           |
|  |                                     |

|  | Unnamed Big Bend species                                                                  |
|  |                                                                                           |
|  | \| \| セケルノサウルスSecernosaurus \| \| \| \| \| \| ウィリナカケWillinakaqe \| \| \| \| |
|  |                                                                                           |
|  | セケルノサウルスSecernosaurus                                                             |
|  |                                                                                           |
|  | ウィリナカケWillinakaqe                                                                   |
|  |                                                                                           |

|  | セケルノサウルスSecernosaurus |
|  |                               |
|  | ウィリナカケWillinakaqe       |
|  |                               |

|  | Gryposaurus latidens                                                                              |
|  |                                                                                                   |
|  | \| \| グリポサウルスGryposaurus notabilis \| \| \| \| \| \| Gryposaurus monumentensis \| \| \| \| |
|  |                                                                                                   |
|  | グリポサウルスGryposaurus notabilis                                                               |
|  |                                                                                                   |
|  | Gryposaurus monumentensis                                                                         |
|  |                                                                                                   |

|  | グリポサウルスGryposaurus notabilis |
|  |                                     |
|  | Gryposaurus monumentensis           |
|  |                                     |

|  | Unnamed Big Bend species                                                                  |
|  |                                                                                           |
|  | \| \| セケルノサウルスSecernosaurus \| \| \| \| \| \| ウィリナカケWillinakaqe \| \| \| \| |
|  |                                                                                           |
|  | セケルノサウルスSecernosaurus                                                             |
|  |                                                                                           |
|  | ウィリナカケWillinakaqe                                                                   |
|  |                                                                                           |

|  | セケルノサウルスSecernosaurus |
|  |                               |
|  | ウィリナカケWillinakaqe       |
|  |                               |

|  | Gryposaurus latidens                                                                              |
|  |                                                                                                   |
|  | \| \| グリポサウルスGryposaurus notabilis \| \| \| \| \| \| Gryposaurus monumentensis \| \| \| \| |
|  |                                                                                                   |
|  | グリポサウルスGryposaurus notabilis                                                               |
|  |                                                                                                   |
|  | Gryposaurus monumentensis                                                                         |
|  |                                                                                                   |

|  | グリポサウルスGryposaurus notabilis |
|  |                                     |
|  | Gryposaurus monumentensis           |
|  |                                     |

|  | Unnamed Big Bend species                                                                  |
|  |                                                                                           |
|  | \| \| セケルノサウルスSecernosaurus \| \| \| \| \| \| ウィリナカケWillinakaqe \| \| \| \| |
|  |                                                                                           |
|  | セケルノサウルスSecernosaurus                                                             |
|  |                                                                                           |
|  | ウィリナカケWillinakaqe                                                                   |
|  |                                                                                           |

|  | セケルノサウルスSecernosaurus |
|  |                               |
|  | ウィリナカケWillinakaqe       |
|  |                               |

|  | Gryposaurus latidens                                                                              |
|  |                                                                                                   |
|  | \| \| グリポサウルスGryposaurus notabilis \| \| \| \| \| \| Gryposaurus monumentensis \| \| \| \| |
|  |                                                                                                   |
|  | グリポサウルスGryposaurus notabilis                                                               |
|  |                                                                                                   |
|  | Gryposaurus monumentensis                                                                         |
|  |                                                                                                   |

|  | グリポサウルスGryposaurus notabilis |
|  |                                     |
|  | Gryposaurus monumentensis           |
|  |                                     |

|  | Unnamed Big Bend species                                                                  |
|  |                                                                                           |
|  | \| \| セケルノサウルスSecernosaurus \| \| \| \| \| \| ウィリナカケWillinakaqe \| \| \| \| |
|  |                                                                                           |
|  | セケルノサウルスSecernosaurus                                                             |
|  |                                                                                           |
|  | ウィリナカケWillinakaqe                                                                   |
|  |                                                                                           |

|  | セケルノサウルスSecernosaurus |
|  |                               |
|  | ウィリナカケWillinakaqe       |
|  |                               |

|  | Gryposaurus latidens                                                                              |
|  |                                                                                                   |
|  | \| \| グリポサウルスGryposaurus notabilis \| \| \| \| \| \| Gryposaurus monumentensis \| \| \| \| |
|  |                                                                                                   |
|  | グリポサウルスGryposaurus notabilis                                                               |
|  |                                                                                                   |
|  | Gryposaurus monumentensis                                                                         |
|  |                                                                                                   |

|  | グリポサウルスGryposaurus notabilis |
|  |                                     |
|  | Gryposaurus monumentensis           |
|  |                                     |

|  | Unnamed Big Bend species                                                                  |
|  |                                                                                           |
|  | \| \| セケルノサウルスSecernosaurus \| \| \| \| \| \| ウィリナカケWillinakaqe \| \| \| \| |
|  |                                                                                           |
|  | セケルノサウルスSecernosaurus                                                             |
|  |                                                                                           |
|  | ウィリナカケWillinakaqe                                                                   |
|  |                                                                                           |

|  | セケルノサウルスSecernosaurus |
|  |                               |
|  | ウィリナカケWillinakaqe       |
|  |                               |

|  | Gryposaurus latidens                                                                              |
|  |                                                                                                   |
|  | \| \| グリポサウルスGryposaurus notabilis \| \| \| \| \| \| Gryposaurus monumentensis \| \| \| \| |
|  |                                                                                                   |
|  | グリポサウルスGryposaurus notabilis                                                               |
|  |                                                                                                   |
|  | Gryposaurus monumentensis                                                                         |
|  |                                                                                                   |

|  | グリポサウルスGryposaurus notabilis |
|  |                                     |
|  | Gryposaurus monumentensis           |
|  |                                     |

|  | Unnamed Big Bend species                                                                  |
|  |                                                                                           |
|  | \| \| セケルノサウルスSecernosaurus \| \| \| \| \| \| ウィリナカケWillinakaqe \| \| \| \| |
|  |                                                                                           |
|  | セケルノサウルスSecernosaurus                                                             |
|  |                                                                                           |
|  | ウィリナカケWillinakaqe                                                                   |
|  |                                                                                           |

|  | セケルノサウルスSecernosaurus |
|  |                               |
|  | ウィリナカケWillinakaqe       |
|  |                               |

## 発見と研究の歴史

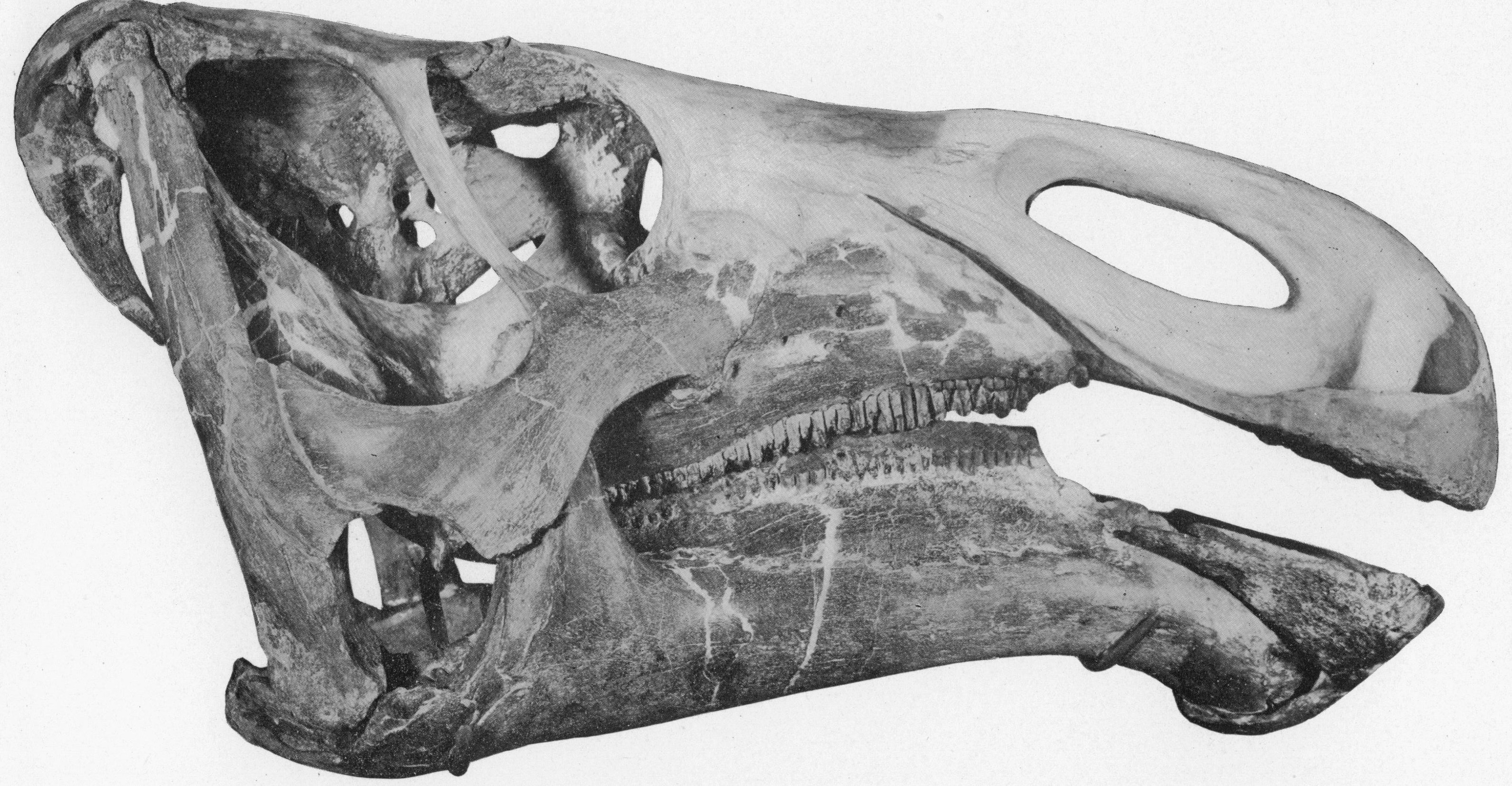
バーナム・ブラウンにより平らな鼻の姿で復元されたクリトサウルスの頭骨

1904年、アメリカ、ニューメキシコ州、サンファン郡のオホ・アラモ近郊でバーナム・ブラウンによりクリトサウルスのタイプ標本AMNH5799が発見された。この化石は以前の探索の追加調査の結果見つかったものである。ブラウンは初め層序を決定できなかったが、1916年にカートランド累層、デナジン部層のカンパニアン後期のものと確定された 。発見時、頭骨の前半部分は大半が損失もしくは断片化されており、ブラウンは多くの断片を除外した上で、現在はアナトティタンとして知られてる標本（AMNH5730）を参考に復元した。断片についてAMNH5730とは異なることに気づいたものの、これは押しつぶされたことによるものだと考えた。ブラウンは初めネクトサウルス（Nectosaurus）と命名しようとしたが、この名は既に他の生物に使用されたものであった。このことは属名の変更の前にブラウンのもとを訪れたジャン・ヴァーサルイスが、うっかり漏らしたことで発覚している 。ブラウンは種小名は最初の案のままに、K. navajoviusという新しい組み合わせにした。
1914年に発表されたアーチ状の鼻を持つカナダの属グリポサウルスを受けて、ブラウンは自身のクリトサウルスの鼻の形状についての考えを改めた 。除外した断片に立ち返り、以前の復元を改め、グリポサウルスに似たアーチ状の鼻のとさかを持つ姿に復元にした。そしてグリポサウルスはクリトサウルスのシノニムであるとした。この処置はチャールズ・ギルモアCharles W. Gilmoreに支持された。 このシノニム扱いは1920年代を通じて行われ（これを受けてウィリアム・パークス（en）はカナダの新種（場所的はグリポサウルに近い）をKritosaurus incurvimanusと命名した、この種は現在はGryposaurus notabilisのシノニムとされている ）、リチャード・スワン・ルルとネルダ・ライトにより1942年に発表された北アメリカのハドロサウルス科のモノグラフを通じて通説として扱われるようになった 1990年までクリトサウルス属はタイプ種であるK. navajovius、パークスのK. incurvimanus、およびグリポサウルス属のタイプ種だったK. notabilisの少なくとも3種が属しているとされた。さらにルルとライトはモンタナ州のジュディスリバー累層から発見された歯骨に基づく種Hadrosaurus breviceps（Marsh, 1889）についてもクリトサウルス属であるとしたが、現在では否定されている。
1970年代後半から1980年代にかけて、ハドロサウルスはクリトサウルスとグリポサウルスのいずれか、あるいは双方ともとシノニムであるという可能性があるという議論がやや専門的な恐竜事典に掲載されていた。 著名な恐竜事典であるデビッド・ノーマン（en）の「The Illustrated Encyclopedia of Dinosaurs」ではカナダの標本（元来はグリポサウルスである）はクリトサウルスとさる一方、 K. incurvimanus の組み立て骨格はハドロサウルスのものとされている。近年、さらにクリトサウルス属に新たな種が加わることとなった。1984年、アルゼンチンの古生物学者ホセ・ボナパルテ（en）らはアルゼンチン、パタゴニア地方の リオネグロ州にあるロス・アラミトス累層（en）のカンパニアン後期からマーストリヒチアン前期の地層から発見されたハドロサウルス類に対しKritosaurus australisと命名した。この種は現在Secernosaurus koerneriだと考えられている。

### 分離された属
1990年にクリトサウルスの歴史は新たな段階を迎える。ジャック・ホーナーとデヴィッド・ワイシャンペル（en）はグリポサウルスの頭骨は部分的で不確実だとして、再びグリポサウルスを分離した。ホーナーは1992年の論文でニューメキシコで発見された2つの頭骨を記載し、これをクリトサウルスのものとし、さらにこれらがグリポサウルスのものと明らかに異なっていることを示した。しかし後年、エイドリアン・ハントとスペンサー・G ・ルーカス（en）によりこれらはそれぞれ独自の属、アナサジサウルスAnasazisaurusとナアショイビトサウルス（Naashoibitosaurus）として分離された。 
1993年、アメリカの古生物学者エイドリアン・ハントとスペンサー・G・ルーカスはアナサジサウルス・ホルナリ（Anasazisaurus horneri）を命名した。属名は古代のアメリカ先住民のアナサジ（Anasazi）とギリシャ語でトカゲを意味するsaurosから派生している。アナサジは有名な岩棚居住者であり、アナサジサウルスの化石の発見地に近いチャコ・キャニオンに居住していた。この種は初め1992年に有力な古生物学者であるジャック・ホーナーにより命名された。ホロタイプ標本の頭骨（唯一の標本でもある）は1970年代にニューメキシコ州、サンファン郡でブリガムヤング大学のフィールドワークにより収集され、学内でBYU 12950として保管されていたものである。
ホーナーは初め、標本BYU 12950をKritosaurus navajoviusとしたが、 ハントとルーカスはクリトサウルスのタイプ標本は限定的で識別できる特徴がないとして、クリトサウルスを疑問名と判断した。そして標本BYU 12950は独自の特徴を持ち、クリトサウルスと明確な固有の特徴を共有しないとして、新たな属名があたえられAnasazisaurus horneriとなった。この変更は複数の研究者から支持を得たものの、反論もあり、特にトーマス・E・ウィリアムソンはホーナーによるクリトサウルスとする案を支持した 。そして後続の研究により双方とも独自の属であると認識された。
2013年に発表されたアルベルト・プリエト・マルケスによるこれまでにクリトサウルスとされた標本についての研究では、ナアショビトサウルスについては独自の属として維持されたものの、クリトサウルスのタイプ標本とアナサジサウルスの標本に関しては双方に共通する部分の化石を比較した結果、区別できなかった。そしてアナサジサウルスはクリトサウルスのシノニムであるが、種としては区別できるとしてK. horneriとした。

## 生息環境

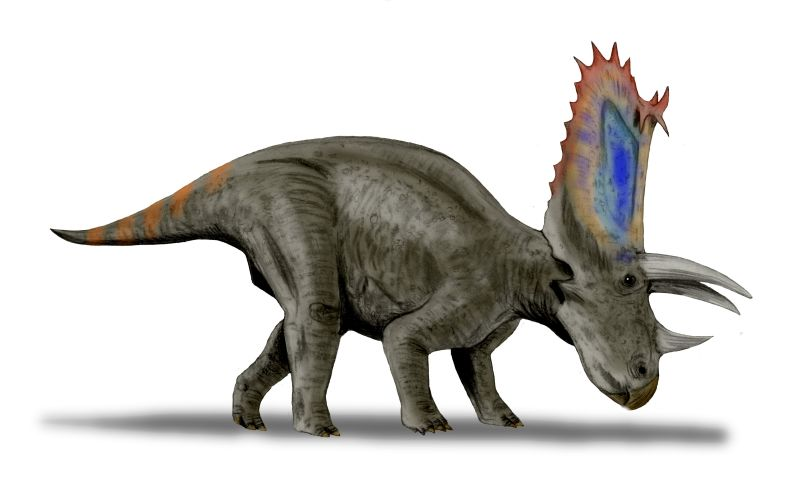
クリトサウルスとともに生息していた角竜ペンタケラトプス

クリトサウルスはカートランド累層のデナジン部層で発見された。この地層の年代は白亜紀後期カンパニア期（7400万年前から7000万年前）である。この地層からはアラモサウルス、パラサウロロフスの一種、ペンタケラトプス、ノドケファロサウルス、サウロルニトレステス、未命名のティラノサウルス類など他の恐竜も発見されている。カートランド累層は西部内陸海路の後退 により出現した川の氾濫原であると考えられる。球果類が生い茂り、ハドロサウルス類よりカスモサウルス亜科の角竜類が多かった。北部地域でのパラサウロロフスとクリトサウルスの存在は、白亜紀後期の北アメリカにおいて南北間に動物相の差異があったなかでも、その間に交流があったことを示している。両属は南部の生物相以外では希少であって、そこではペントケラトプスともに優占していた。

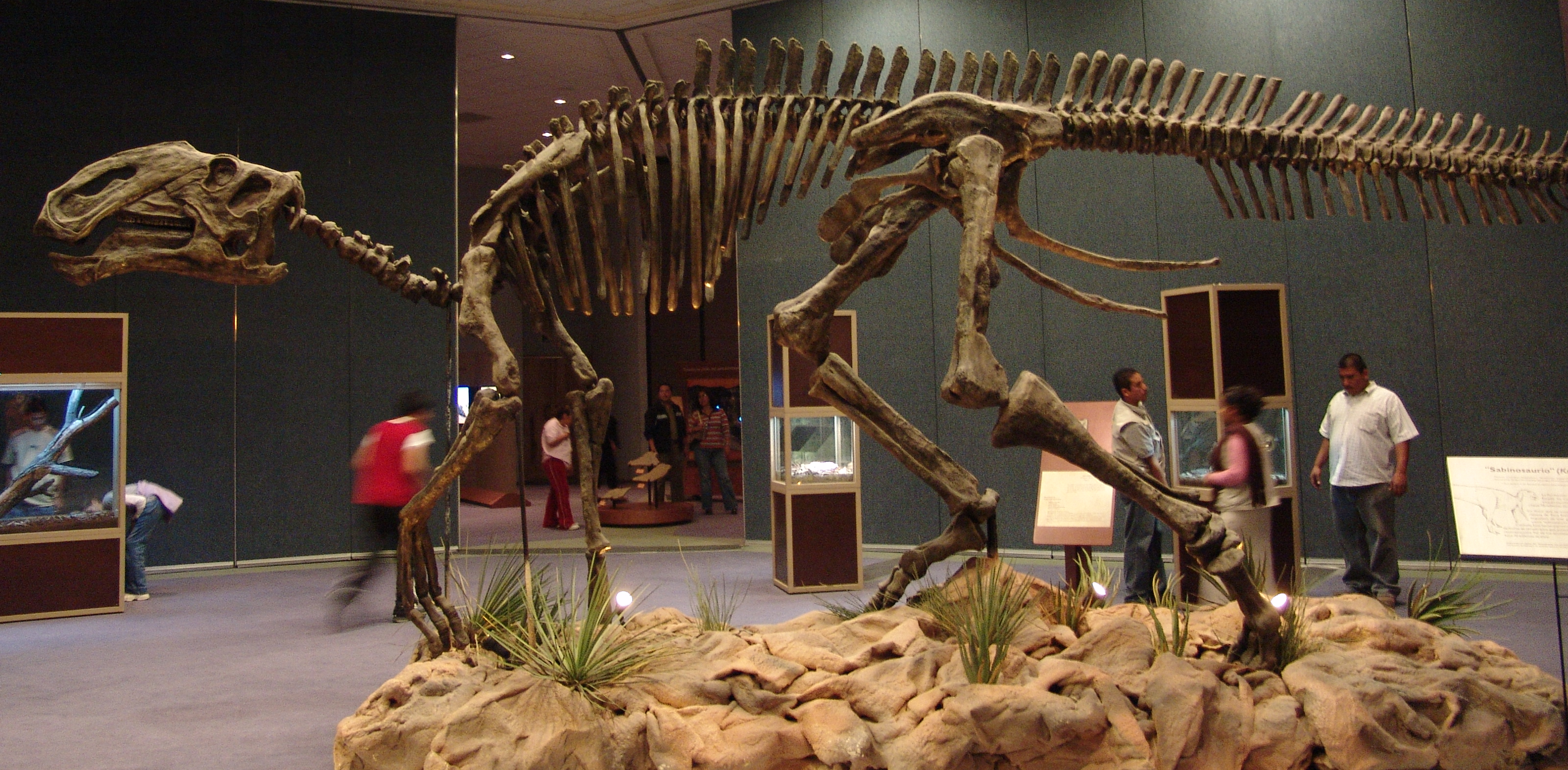
メキシコ、サビナス盆地で発見された未命名のクリトサウルスの一種

テキサス州でカンパニア期の地層からも頭骨を含む化石が発見され、北アメリカでのクリトサウルスの化石が発見される範囲は広がった 。さらにメキシコ、コアウイラ州で部分的頭骨が発見され、K. navajoviusのものとされた。また、ジム・カークランドらによりメキシコ、サビナス盆地で発見された部分骨格がKritosaurus sp.として記載された。しかし、プリエト・マルケスはこれはサウロロフス亜科の不確定種のものであるとみなしている。この骨格は既知のクリトサウルスの標本より20%ほど大きく、体長11 mほどである。独特のカーブした坐骨を持ち、既知の北アメリカのサウロロフス科の種としては最大である。不運にも頭骨の鼻骨（サウロロフス亜科では属の識別に重要である）は不完全にしか保存されていない。

## 生理特性

### 食性と摂食
ハドロサウルス科であるクリトサウルスは大型で二足歩行と四足歩行を行う草食動物である。複雑な頭骨は植物を食べ咀嚼に似た磨り潰し運動をするのに適している。歯は次々に生え変わり、デンタルバッテリーには数千の歯が詰め込まれ、常時一部のものだけが使用されていた。植物は広いくちばしで刈り込まれ、頬に似た構造の顎の中に送り込まれた。摂食は地上から4 m程度の高さで行われたようだ 。クリトサウルスから分離された属で、よく似た同時代の属であるナアショビトサウルスとの間に棲み分けがあったかは不明である。

### 鼻骨のとさか
クリトサウルスの鼻骨のとさかは、本来の姿では、性別、種、個体間の序列の識別といったさまざまな社会的な機能に仕様された可能性がある。また、視覚と聴覚両方の信号のために膨らます袋を持っていた可能性もある。

## 大衆文化でのクリトサウルス
グリポサウルスがクリトサウルスのシノニムとされたため、1910年代から1990年まで本来のクリトサウルスの化石は曲解された姿で描かれた。カナダの標本はほぼ完全なものであったため、1920年代から1990年にかけて実際には適切なグリポサウルスとしてではなくクリトサウルスとして描かれ、議論された。 例えば、ジョン・ホーナーのハドロサウルス類の頭部の装飾に関する議論 、や著名な恐竜事典「The Illustrated Encyclopedia of Dinosaurs」での扱いがあげられる。